# Radio Chine internationale
Pour les articles homonymes, voir CRI.
Radio Chine internationale (en anglais : China Radio International ou CRI), anciennement Radio Pékin, est une des deux chaînes d'État de radiodiffusion en Chine, faisant partie de China Media Group depuis 2018. Elle fut fondée le 3 décembre 1941 et appartient à l'État chinois. 
CRI se donne le but de promouvoir la compréhension et l'amitié entre les peuples de la Chine et du monde. CRI diffuse 290 heures de programme chaque jour à travers le monde, et ce en 43 langues. Les programmes comprennent des nouvelles et des débats d'actualités, ainsi que des sujets sur la politique, l'économie, la culture, les sciences et la technologie. 
Le portail web de CRI permet par ailleurs d'écouter les émissions en streaming et propose des cours de langue chinoise.
Selon une étude publiée dans la revue académique Global Media Journal (pl) ses directeurs étaient en 2004 membres du bureau politique du Parti communiste chinois et sa mission relève du soft power.

## Histoire
En 1951, peu après que la Chine est devenue communiste, Radio Peking devint une radio à diffusion internationale, entraînant la fondation par les États-Unis la même année de Radio Free Asia (RFA), un équivalent asiatique de Radio Free Europe.
Dans les années 1960, la station était connue sous le nom de Radio Peking, médium diffusant une importante propagande en faveur de la révolution culturelle à l'époque de Mao Zedong. Elle disposait d'un relais en Albanie, mais nulle part ailleurs.

## Langues de diffusion de CRI
Albanais, allemand, anglais, arabe, bengalî, birman, bulgare, cingalais, chinois, coréen, français, espagnol, espéranto, filipino, haoussa, hindi, hongrois, indonésien, italien, japonais, kazakh, kirghiz, kiswahili, khmer, laotien, malais, mongol, néerlandais, népalais, ouïghour, ourdou, pachtoune, persan, polonais, portugais, roumain, russe, serbe, tamoul, tchèque, thaï, tibétain, turc, vietnamien.

## Sites de diffusion
CRI dispose du plus important service étranger parmi les médias asiatiques. Plus de 50 émetteurs à ondes courtes sont en fonction. De plus, les programmes de CRI peuvent être captés en ondes moyennes dans la plupart des grandes villes de la côte est des États-Unis. 

### En France
Depuis 1986[Jusqu'à quand ?], les émissions de Radio Chine internationale sont relayées par les émetteurs français d'Issoudun (en métropole) et de Montsinéry-Tonnegrande (en Guyane), Radio France internationale émettant, en échange, depuis la république populaire de Chine vers l'Asie.
Le programme a été également retransmis de novembre 2007 au 31 juillet 2015 sur Ondes Moyennes 702 kHz depuis le site de diffusion de la Madone, sur la commune de Peille (Alpes-Maritimes), appartenant à Monte Carlo Radiodiffusion. De jour, la zone d'écoute se limitait à une partie de la région Provence-Alpes-Côte d'Azur mais devenait pratiquement nationale en période nocturne.

La station est aussi disponible en permanence depuis les bandes internationales en pleine campagne sur 13,89 MHz.
En juillet 2012, une rédaction française s'installe à Paris, via une société de production. Elle a pour mission de créer, d'enregistrer et de diffuser en France des programmes généralistes destinés aux Français.[réf. nécessaire]

## Adresse postale
中国北京市石景山路甲16号中国国际广播电台
Zhongguo Běijīng shìshí jǐngshān lùjiǎ 16 hào zhōngguó guójì guǎngbō diàntái, République populaire de Chine
邮编 (code postal): 100040
sedamo: PK-RC-TM-YA